# Chloroclystis insigillata
Espèce
Synonymes
- Chloroclystis insigillatus Meyrick, 1891[1]
- Eupithecia destructata Walker, 1869[1]
- Eupithecia insigillata Walker, 1862[1]

Chloroclystis insigillata est une espèce de lépidoptères (papillons) de la famille des Geometridae qui se rencontre en Australie.